# مجلة روتانا
مجلة روتانا مجلة أسبوعية فنية باللغة العربية تم إصدارها في العام 2005.